# Microbotryum tragopogonis-pratensis
Microbotryum tragopogonis-pratensis är en svampart som först beskrevs av Christiaan Hendrik Persoon, och fick sitt nu gällande namn av R. Bauer & Oberw. 1997. Microbotryum tragopogonis-pratensis ingår i släktet Microbotryum och familjen Microbotryaceae.   Inga underarter finns listade i Catalogue of Life.